# Канъо
Канъо или Ганъо (яп. 観応 канъо:) — девиз правления (нэнго) японского императора Суко из северной династии, использовавшийся с 1350 по 1352 год.
В Южном Дворе в этот период правил император Го-Мураками с нэнго Сёхэй (1347—1370).

## Продолжительность
Начало и конец эры:
- 27-й день 2-й луны 6-го года Дзёва (по юлианскому календарю — 4 апреля 1350);
- 27-й день 9-й луны 3-го года Канъо (по юлианскому календарю — 4 ноября 1352).

## Происхождение
Название нэнго было заимствовано у древнекитайского мыслителя Чжуан-цзы:「玄古之君天下無為也、疏曰、以虚通之理、観応物之数而無為」.

## События
даты по юлианскому календарю
- 1350 год (10-я луна 1-го года Канъо) — оборона Киото во главе с сёгуном Асикага Ёсинори[7];
- 1350 год (1-й год Канъо) — Асикага Тадаёси был отстранён от государственных дел и насильно пострижен в монахи[8]; приёмный сын Тадаёси, Асикага Тадафую, был ошибочно наказан по обвинению в подготовке мятежа[9];
- 1351 год (2-й год Канъо) — Тадаёси перешёл на сторону Южного Двора; Такаудзи возвращается в Киото; Тадаёси и Такаудзи помирились; Коно Моронао и Коно Мороясу были сосланы[8];
- 1350-1352 годы (2—3 годы Канъо) — вооруженный конфликт, известный как Смута годов Канно — столкновение между братьями Асикага Тадаёси и Асикага Такаудзи; разногласия по поводу Коно Моронао сошли на нет после смерти последнего. Тадаёси было приказано переехать в Камакуру. В конце концов, братья помирились[10].

## Сравнительная таблица
Ниже представлена таблица соответствия японского традиционного и европейского летосчисления. В скобках к номеру года японской эры указано название соответствующего года из 60-летнего цикла китайской системы гань-чжи. Японские месяцы традиционно названы лунами.
| 1-й год Канъо (Металлический Тигр)   | 1-я луна*      | 2-я луна   | 3-я луна*               | 4-я луна  | 5-я луна* | 6-я луна  | 7-я луна  | 8-я луна*  | 9-я луна    | 10-я луна* | 11-я луна  | 12-я луна* |               |
| 5-й год Сёхэй                        | 1-я луна*      | 2-я луна   | 3-я луна*               | 4-я луна  | 5-я луна* | 6-я луна  | 7-я луна  | 8-я луна*  | 9-я луна    | 10-я луна* | 11-я луна  | 12-я луна* |               |
| ------------------------------------ | -------------- | ---------- | ----------------------- | --------- | --------- | --------- | --------- | ---------- | ----------- | ---------- | ---------- | ---------- | ------------- |
| Юлианский календарь                  | 8 февраля 1350 | 9 марта    | 8 апреля                | 7 мая     | 6 июня    | 5 июля    | 4 августа | 3 сентября | 2 октября   | 1 ноября   | 30 ноября  | 30 декабря |               |
| 2-й год Канъо (Металлический Кролик) | 1-я луна       | 2-я луна*  | 3-я луна                | 4-я луна* | 5-я луна* | 6-я луна  | 7-я луна  | 8-я луна*  | 9-я луна    | 10-я луна  | 11-я луна* | 12-я луна  |               |
| 6-й год Сёхэй                        | 1-я луна       | 2-я луна*  | 3-я луна                | 4-я луна* | 5-я луна* | 6-я луна  | 7-я луна  | 8-я луна*  | 9-я луна    | 10-я луна  | 11-я луна* | 12-я луна  |               |
| Юлианский календарь                  | 28 января 1351 | 27 февраля | 28 марта                | 27 апреля | 26 мая    | 24 июня   | 24 июля   | 23 августа | 21 сентября | 21 октября | 20 ноября  | 19 декабря |               |
| 3-й год Канъо (Водяной Дракон)       | 1-я луна*      | 2-я луна   | 2-я луна (високосная) * | 3-я луна* | 4-я луна  | 5-я луна* | 6-я луна  | 7-я луна*  | 8-я луна    | 9-я луна   | 10-я луна  | 11-я луна* | 12-я луна     |
| 7-й год Сёхэй                        | 1-я луна*      | 2-я луна   | 2-я луна (високосная) * | 3-я луна* | 4-я луна  | 5-я луна* | 6-я луна  | 7-я луна*  | 8-я луна    | 9-я луна   | 10-я луна  | 11-я луна* | 12-я луна     |
| Юлианский календарь                  | 18 января 1352 | 16 февраля | 17 марта                | 15 апреля | 14 мая    | 13 июня   | 12 июля   | 11 августа | 9 сентября  | 9 октября  | 8 ноября   | 8 декабря  | 6 января 1353 |

* звёздочкой отмечены короткие месяцы (луны) продолжительностью 29 дней. Остальные месяцы длятся 30 дней.